# Cylindromyia thompsoni
Cylindromyia thompsoni là một loài ruồi trong họ Tachinidae.